# لویاتان (فیلم ۱۹۸۹)
«لویاتان» (انگلیسی: Leviathan (1989 film)) فیلمی در ژانر اکشن، مهیج، ترسناک، و علمی–تخیلی به کارگردانی جرج پی کوزماتوس است که در سال ۱۹۸۹ منتشر شد.

## بازیگران
- پیتر ولر
- ریچارد کرنا
- دانیل استرن
- ارنی هادسون
- هکتور الیزوندو
- مگ فاستر